# والتر رابرت بوث
والتر رابرت بوث (انگلیسی: Walter Robert Booth؛ زادهٔ ۱۲ ژوئیهٔ ۱۸۶۹ – ۱۹۳۸) از فیلم‌سازان پیشگام سینمای بریتانیا بود.